# Theo Grüner
Theo Grüner (* 24. Oktober 1976 in Längenfeld; † 3. August 2010 in Innsbruck) war ein österreichischer Fußballspieler.

## Leben und Karriere
Theo Grüner setzte erste fußballerische Akzente im Nachwuchs des SC Imst, ehe er 1994 seine Profikarriere beim FC Tirol begann. Nach einer Leihe zum damaligen Regionalligisten SC Kundl in der Saison 1995/1996 wechselte Grüner 1997 zum Rekordmeister Österreichs SK Rapid Wien. 1998 spielte er für ein halbes Jahr bei FC Admira Wacker Mödling, danach wechselte er zum SC Austria Lustenau, wo er einige Jahre in der österreichischen Bundesliga und Ersten Liga spielte. 2003 ging er zu Wacker Innsbruck, mit welchem er von der Regionalliga West bis in die Bundesliga aufstieg. 
Am 13. August 2007 wurde Grüner wegen eines Nierentumors mit Lymphknotenmetastasen operiert und musste seine Karriere unterbrechen. 2008 wurde sein Spieler-Vertrag bei Wacker Innsbruck aufgelöst, Grüner wurde Sportdirektor bei den Tirolern. Dieser Aufgabe konnte er bis März 2010 nachkommen. Am 3. August 2010 erlag Grüner seinem Krebsleiden.
Insgesamt bestritt Theo Grüner 200 Spiele in der österreichischen Bundesliga und erzielte dabei 5 Tore. In der Ersten Liga kam er auf 65 Spiele und 8 Tore. Im ÖFB-Cup kam Grüner fünfmal zum Einsatz.

## Erfolge
- 2002 Wahl zum besten Spieler der Zweiten Liga[2]